# Мост Александра Невского (Псков)
Мост Александра Невского — мост через реку Великую в Пскове. Назван в честь князя Александра Невского, разбившего немцев в Ледовом побоище близ Пскова на Чудском озере в 1242 году.
Расположен в створе улиц Юбилейной и Чудской, соединяя соответственно городские районы Завеличье и Запсковье. Самый северный (нижний по течению реки) мост на Великой и самый новый в городе Пскове. Открыт 31 октября 1990 года. 27 марта 1991 года решением Псковского горисполкома ему присвоено имя Александра Невского.
Ближайшей к мосту достопримечательностью является стоящий на берегу храм Петра и Павла «на брезе» (бывшего Сироткина монастыря) (XVI в.), с кладбищем. В честь этого храма назван возведенный рядом коттеджный посёлок «Петропавловский». У моста на Запсковье также расположен завод железо-бетонных изделий ЗАО «Завод ЖБИ-1». На стороне Завеличья рядом расположен комплекс торговых центров «Империал» и «ПИК 60», а также строящийся микрорайон на берегу реки Великой в черте города Пскова и за его пределами в границах Завеличенской волости.

## Галерея

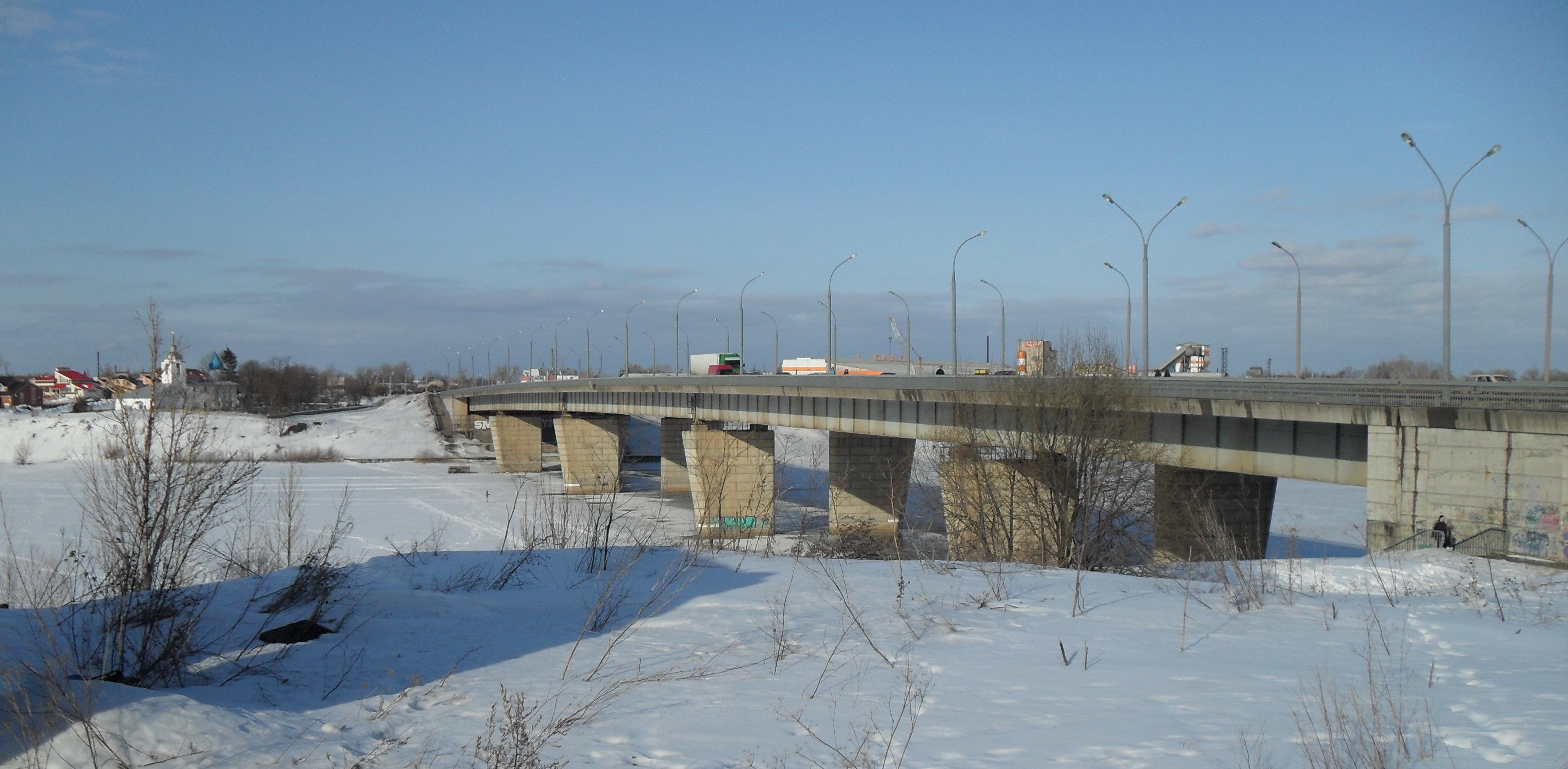
Мост Александра Невского и Петропавловская церковь
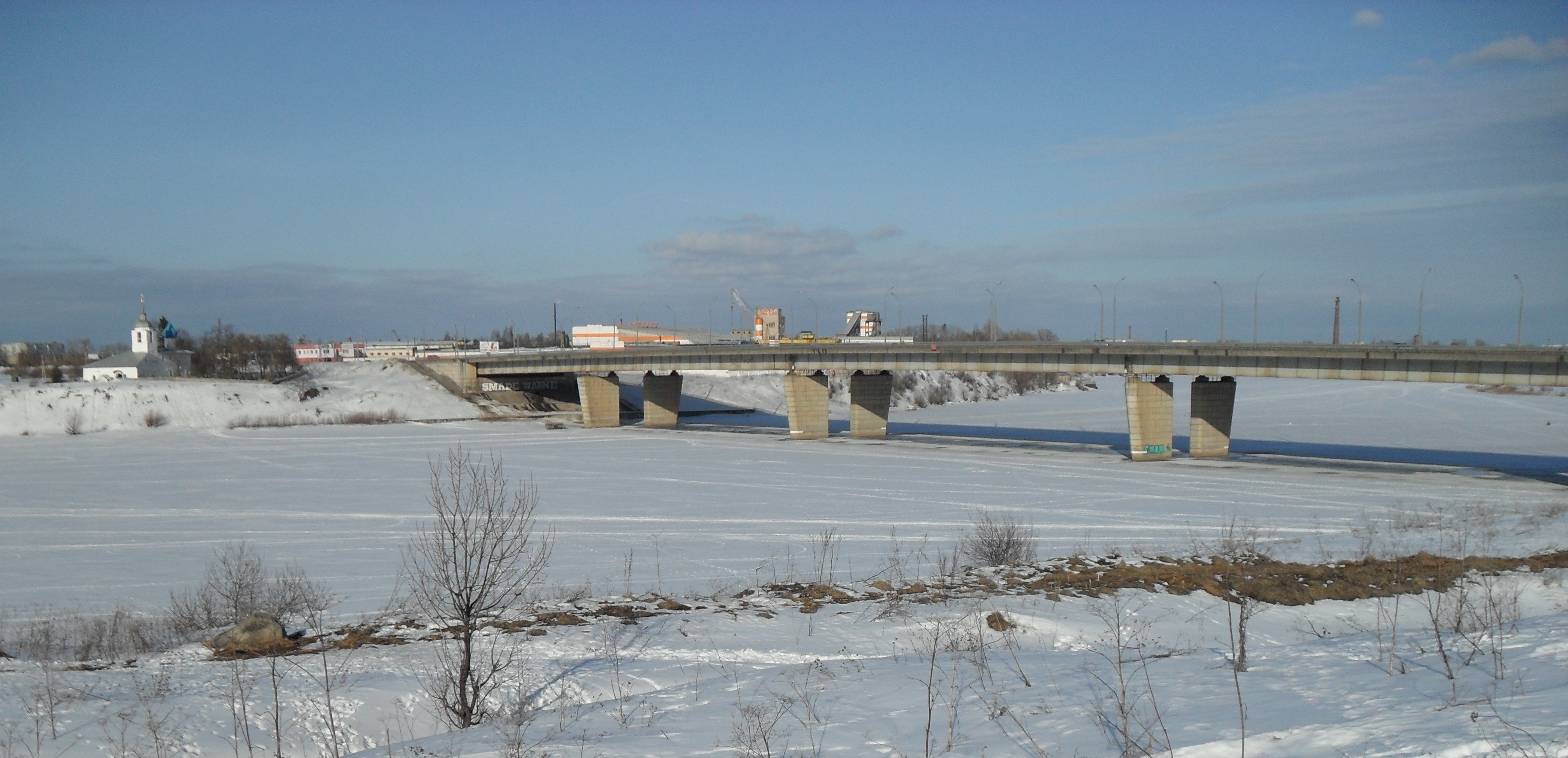
Мост Александра Невского
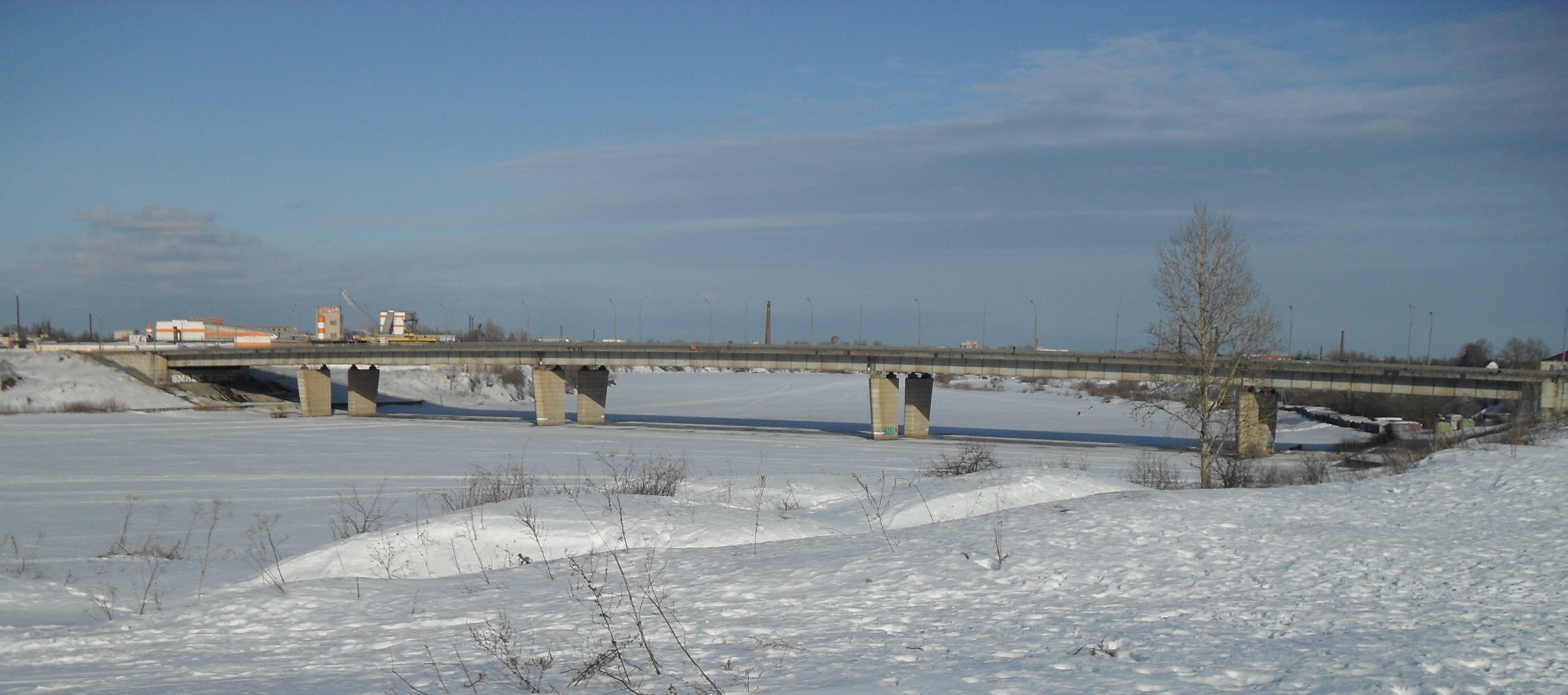
Мост Александра Невского и завод ЖБИ-1
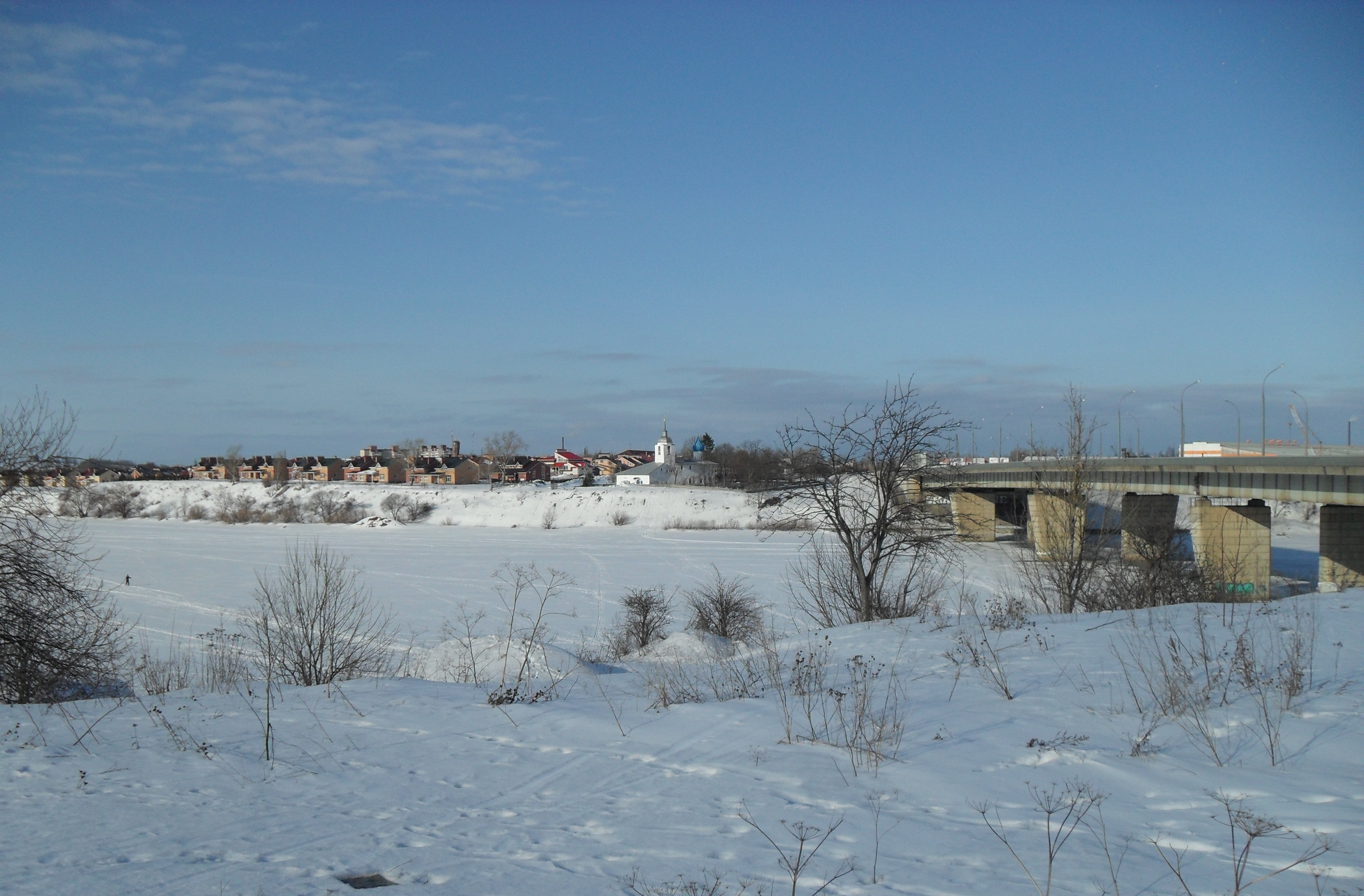
Мост Александра Невского и посёлок Петропавловский
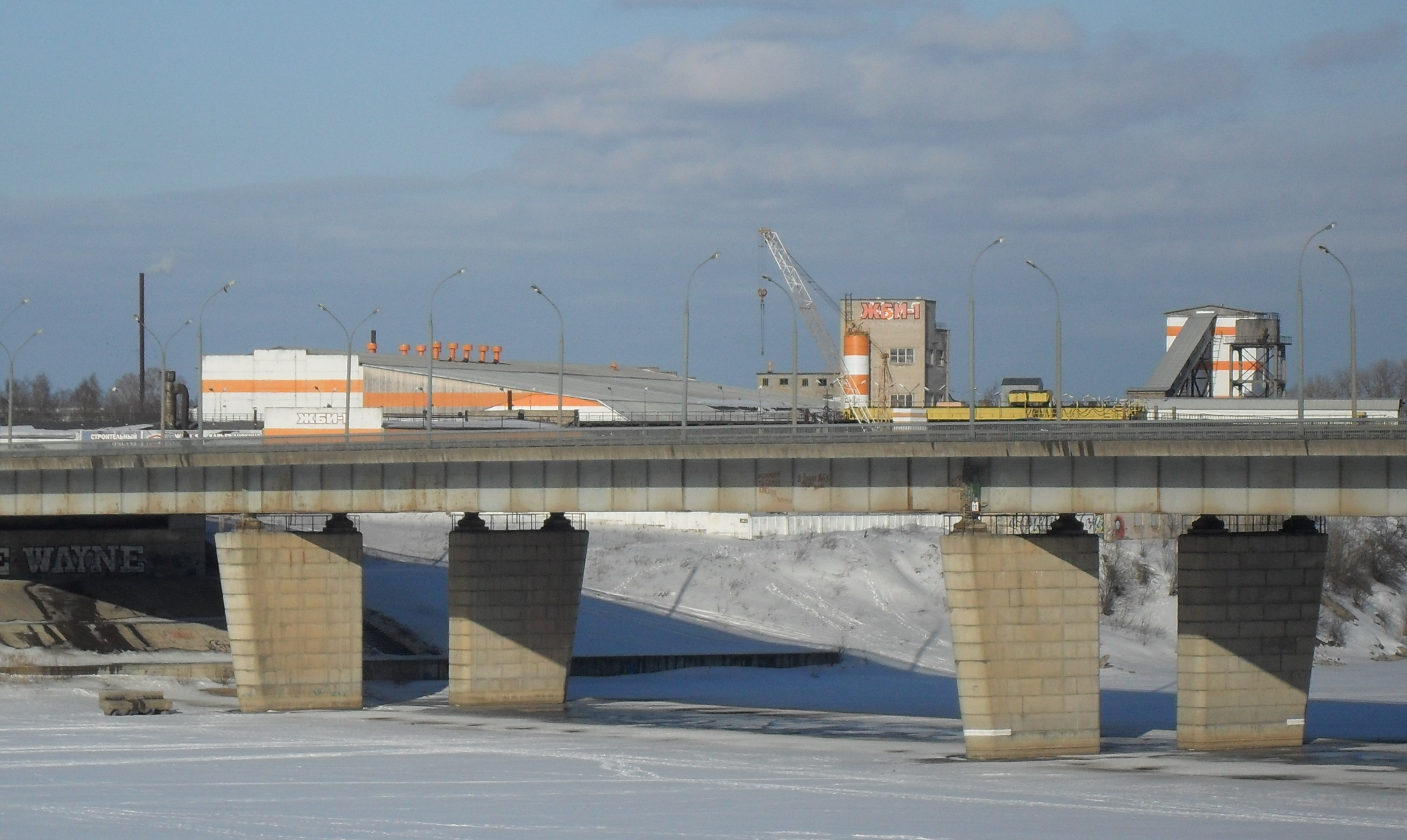
Завод ЖБИ-1 и мост Александра Невского
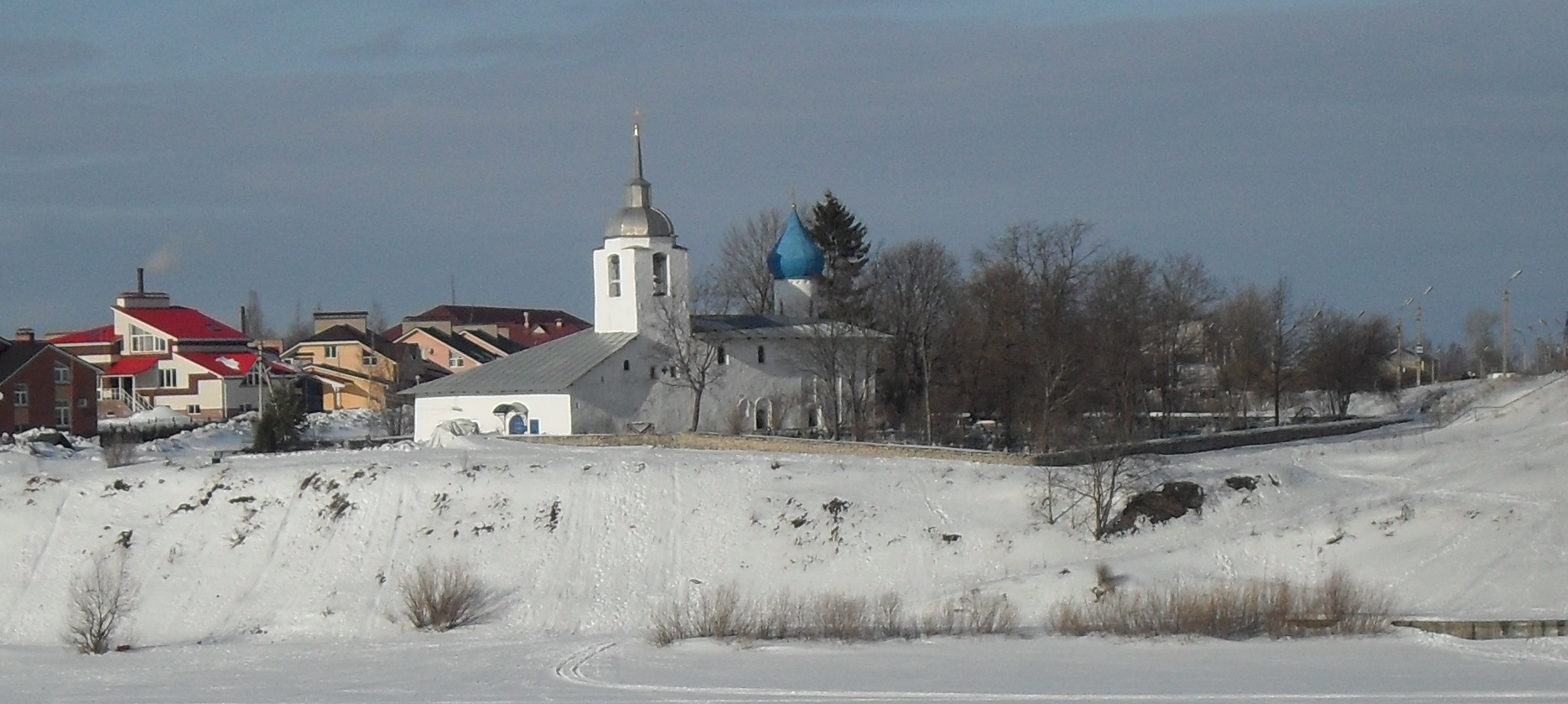
Петропавловская церковь на Брезе
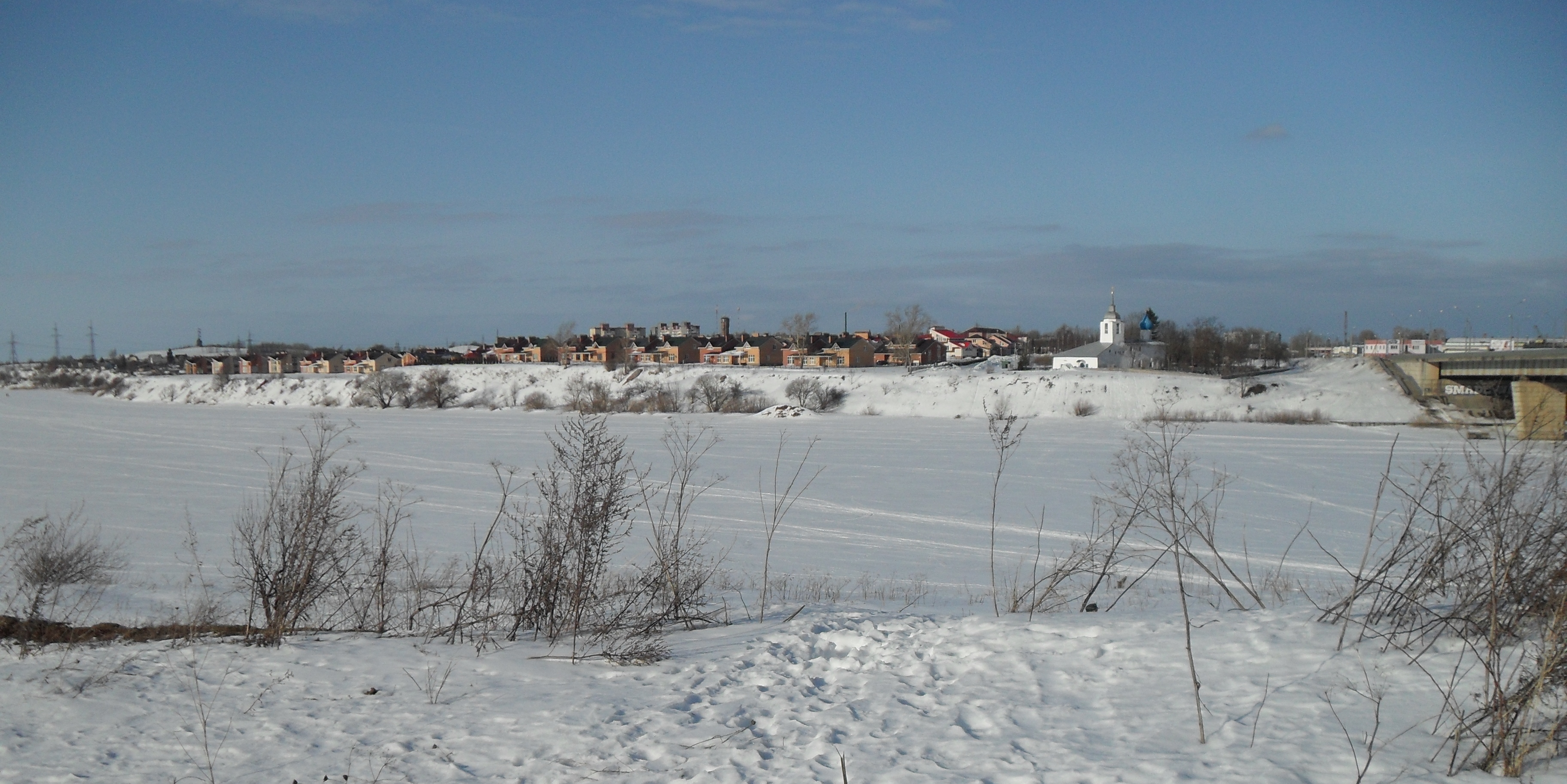
Петропавловский посёлок и Петропавловская церковь у моста Александра Невского, на дальнем плане слева — памятник Александру Невскому
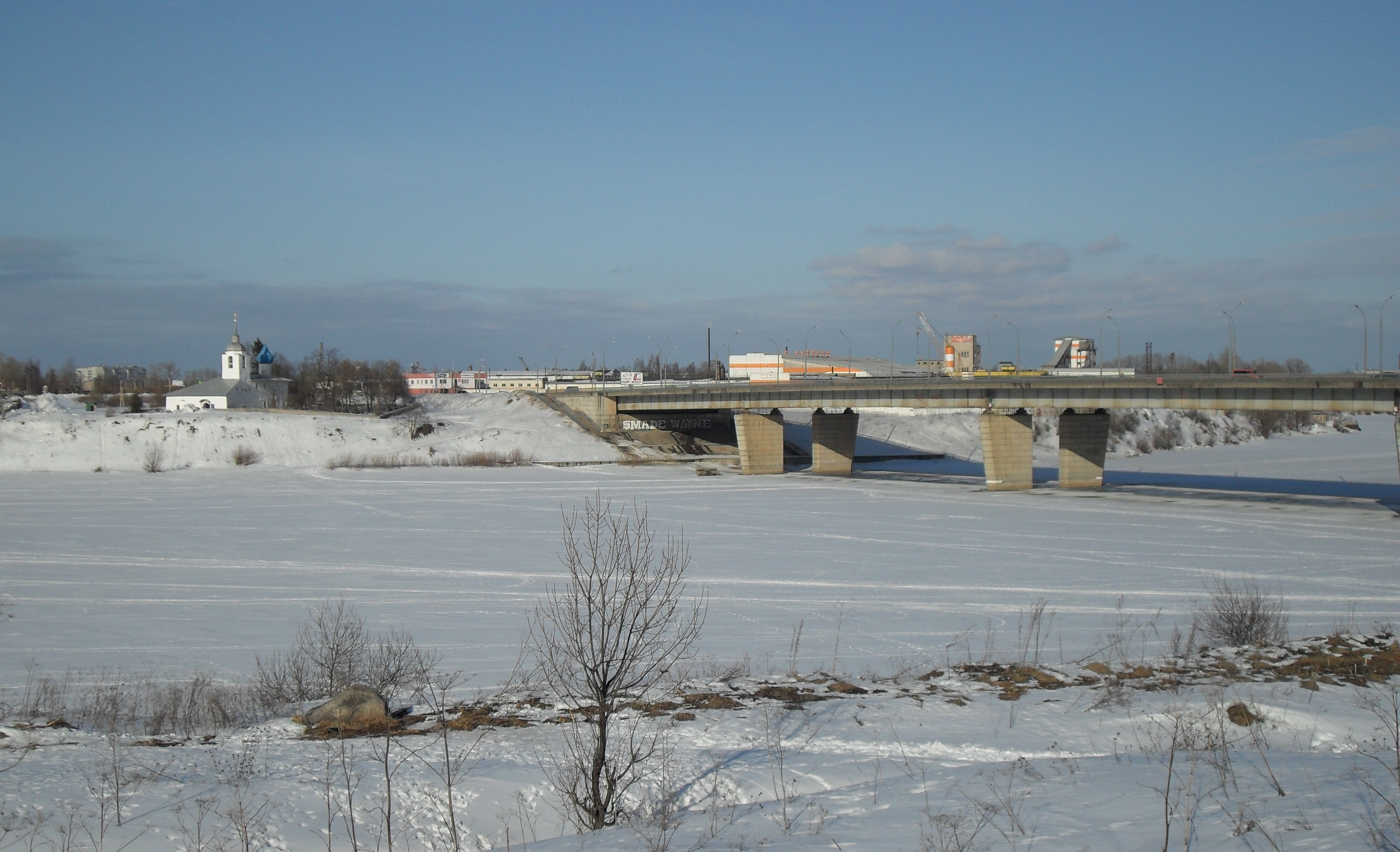
Петропавловская церковь и мост Александра Невского